# Galinsoga quadriradiata
Galinsoga quadriradiata là một loài thực vật có hoa trong họ Cúc. Loài này được Cav. mô tả khoa học đầu tiên.